# 폴 조핸슨
폴 조핸슨(Paul Johansson, 1964년 1월 26일 ~ )은 미국과 캐나다의 배우, 영화 감독이다.

## 출연 작품

### 영화
- 존 큐 (2002)
- 아틀라스 슈러그드: 파트 1 (2011) - 연출 겸임

### 텔레비전
- 원 트리 힐 (2003-2012) - 연출 겸임